# Cratostigma singularis
Cratostigma singularis is een zakpijpensoort uit de familie van de Pyuridae. De wetenschappelijke naam van de soort is voor het eerst geldig gepubliceerd in 1912 door Van Name.